# Michael Malchieli
Michael Malchieli,né le 7 octobre 1982 à Jérusalem, est un homme politique israélien qui occupe actuellement le poste de ministre des Affaires religieuses dans le Gouvernement Netanyahou VI et est membre de la Knesset pour le parti ultra-orthodoxe séfarade Shas. Malchieli a également été ministre de l'Intérieur par intérim entre janvier et avril 2023,.

## Biographie
Malchieli est élève à la Yechiva de Hébron et obtient ensuite une licence en éducation et patrimoine israélien du Bayit VeGan College et étudie pour une maîtrise en politique publique à l'Université hébraïque de Jérusalem. Il enseigne à Boys Town Jérusalem entre 2005 et 2009, et est Rosh yeshiva à la yeshiva Tiferet Zvi de 2008 à 2013.
Malchieli est marié, père de cinq enfants et vit dans la colonie de Neve Yaakov à Jérusalem-Est où il est président du conseil de quartier de 2012 à 2013.
En 2013, il est élu au conseil municipal de Jérusalem, où il est chargé des sports ultra-orthodoxes. Il est également chef de cabinet du ministre des Services religieux, David Azulai. Il est placé onzième sur la liste du Shas pour les élections à la Knesset de 2015. Bien que le parti n'ait remporté que sept sièges, il entre à la Knesset le 2 novembre 2016 en remplacement du chef du parti Aryé Dery, qui a démissionné de la Knesset.